# 维戈诺沃
维戈诺沃（義大利語：Vigonovo），是意大利威尼托大区威尼斯省的一个市镇。总面积12平方公里，人口9917人，人口密度826.4人/平方公里（2009年）。国家统计（ISTAT）代码为027043。